# Ladyžyn
Ladyžyn (in ucraino Ладижин?) è una città ucraina (22 459 abitanti), nel distretto di Hajsyn, nell'oblast' di Vinnycja. Ospita l'amministrazione della comunità territoriale di Ladyžyn, una delle comunità territoriali dell'Ucraina.
Fino al 18 luglio 2020 Ladyžyn costituiva una città di rilevanza regionale e come tale non apparteneva a nessun distretto. Come parte della riforma amministrativa che ha ridotto a sei il numero dei distretti dell'oblast' di Vinnycja, la città fu integrata nel distretto di Hajsyn